# Aberdare West
Aberdare West är en community i Rhondda Cynon Taf i Wales. Den bildades 1 december 2016 genom att Aberdare community delades upp på Aberdare East och Aberdare West.